# Método de extrapolación

Ejemplo de aplicación del método de extrapolación cuantitativa sobre la continuación de una función.

El método de extrapolación es un método científico lógico que consiste en suponer que el curso de los acontecimientos continuará en el futuro, convirtiéndose en las reglas que se utilizarán para llegar a una nueva conclusión. Es decir, se afirma a ciencia cierta que existen unos axiomas y éstos son extrapolables a la nueva situación
La base para una extrapolación será el conocimiento sobre el reciente desarrollo del fenómeno. Se precisa al menos dos observaciones secuenciales hechas en puntos conocidos en el tiempo. Las observaciones son habitualmente registradas como variables cuantitativas, medidas con algún tipo de escala. El material consiste en una serie cronológica. No obstante, nada impide extrapolar tendencias que se describan enteramente en términos cualitativos.
Utilizado para buscar la solución a un problema (lógica) o de enseñar la misma (pedagogía), lo convierte en una herramienta muy utilizada en el marco profesional y de enseñanza. Esta vía no es necesariamente exclusoria de la del método de interpolación y mucho menos pueden considerarse como únicas.
En pedagogía viene asociado al método silábico para el aprendizaje. Para enseñar la lectura, un estudiante aprende el alfabeto y después las reglas de asociación de las letras (B - A → BA), y utiliza esas reglas para obtener una palabra. En medicina, un estudiante aprende sobre células y tejidos, y que a su vez estos forman a los órganos, con sus funciones e interacciones, con sus disfunciones y sus síntomas asociados, con sus estructuras, etc, y utiliza esas reglas para obtener un conocimiento global del cuerpo humano.